# Wahlen in Österreich
Wahlen in Österreich finden auf drei Ebenen statt: auf der Bundesebene, der Landesebene sowie der Gemeindeebene. Grundlage ist auf allen Ebenen das Prinzip der Verhältniswahl.
Alle österreichischen Staatsbürger, die spätestens am Wahltag das 16. Lebensjahr vollendet haben, besitzen ein allgemeines, freies, gleiches, unmittelbares, geheimes und persönliches Wahlrecht. Österreichische Staatsbürger, welche keinen Hauptwohnsitz in Österreich besitzen, müssen spätestens zum Stichtag der jeweiligen Wahl in der Wählerevidenz eingetragen sein. 
Ein Ausschluss vom Wahlrecht ist nur durch Gerichtsbeschluss möglich.

## Geschichte
- 1848: Einführung des Zensuswahlrechts.
- 1873: Reichsratswahlreform in den im Reichsrat vertretenen Königreichen und Ländern (Cisleithanien): Die Mitglieder des Abgeordnetenhauses wurden aufgrund des Zensuswahlrechts in vier Kurien (adlige Großgrundbesitzer, Stadtgemeinde, Handel und Gewerbe, Landgemeinden) gewählt. Wahlberechtigt waren nur etwa 6 % der männlichen Bevölkerung ab 24 Jahren; die erforderliche jährliche Mindeststeuerleistung war örtlich verschieden geregelt und betrug etwa in Wien 10 Gulden. In der Großgrundbesitzerkurie waren auch „eigenberechtigte“ Frauen, d. h. Frauen, die sich selbst vertraten, wahlberechtigt.
- 1882: Taaffe'sche Wahlrechtsreform: Die Steuerleistung zur Wahlteilnahme wurde auf 5 Gulden herabgesetzt.
- 1896: Die Badenische Wahlrechtsreform schuf eine allgemeine Wählerklasse (Die 5. Kurie war die allgemeine Klasse männlicher Wähler ab 24 Jahre.) Die Mitglieder der ersten vier Kurien durften in der 5. Kurie noch einmal wählen, die Anzahl der Mandate pro Wählerstimme war zwischen den Kurien ungleich verteilt.
- 1907: Beck'sche Wahlrechtsreform: Abschaffung des Kurienwahlrechts und Einführung des allgemeinen Männerwahlrechts (aktives Wahlrecht: 24 Jahre; passives Wahlrecht: 30 Jahre).
- 1919: Nach dem Untergang der Monarchie und dem Gesetz vom 12. November 1918 über die Staats- und Regierungsform in Deutschösterreich erlangten auch die Frauen das allgemeine und gleiche Wahlrecht.
- 1919: Für die Wahl der konstituierenden Nationalversammlung Deutschösterreichs vom 16. Februar 1919 wurde ein eigenes Wahlgesetz geschaffen. Übergang zum Verhältniswahlrecht (Proporzwahlrecht), das vor allem von der Sozialdemokratischen Arbeiterpartei (SDAP) gefordert wurde.
- 1938/1939–1945 Österreich ist de facto Teil des Deutschen Reichs, 2. Weltkrieg
- 1945: Mit der Wiedererrichtung der Republik Österreich gilt auch wieder das Wahlrecht von 1920.
- 1970 und 1992 wurde die Nationalratswahlordnung (NRWO) reformiert.
- 2003: Herabsetzung des Wahlalters von 19 auf 18 Jahre (BGBl. I Nr. 90/2003)
- 2007: Herabsetzung des aktiven Wahlalters von 18 auf 16 Jahre, Vereinfachung von Briefwahl und Wählen im Ausland, Verlängerung der Wahlperiode von vier auf fünf Jahre, Herabsenkung des passiven Wahlalters von 19 auf 18 Jahre (BGBl. I Nr. 27/2007 und 28/2007).

## Bundesebene
Auf der Bundesebene werden der Nationalrat, der Bundespräsident und die österreichischen Abgeordneten zum Europäischen Parlament gewählt.

### Nationalratswahl
In den österreichischen Nationalrat werden 183 Mitglieder für fünf Jahre gewählt (seit der Wahl 2008, vorher für vier Jahre). Das Bundesgebiet wird dabei in 9 Landeswahlkreise und diese wiederum in 39 Regionalwahlkreise unterteilt. Es gibt für jede dieser drei Ebenen ein Ermittlungsverfahren.
Die Mandate im Regionalwahlkreis und im Landeswahlkreis werden nach Wahlzahlen (siehe Sitzverteilung) ermittelt. Im dritten Ermittlungsverfahren, in dem das Höchstzahlverfahren nach d'Hondt angewendet wird, findet ein bundesweiter proportionaler Ausgleich statt.
Wahlsystem: Verhältniswahl mit verbundenen Bundes-, Landes- und Regionallisten. Die Wähler können die Listen mit Hilfe der Vorzugsstimme umreihen.
Besonderheiten: Dreistufige Sitzverteilung in 39 Regionalwahlkreisen, 9 Landeswahlkreisen (Bundesländer) und auf Bundesebene, wobei die Sitze einer unteren Ebene auf der höheren angerechnet werden. Überhangmandate werden vom Mandatskontingent der anderen Parteien abgezogen. Stimmensplitting ist nicht erlaubt.
Aktives und passives Wahlrecht: Aktiv wahlberechtigt ist jeder österreichische Staatsbürger, der das 16. Lebensjahr spätestens mit Ablauf des Wahltages vollendet hat (§ 21).
Passiv wahlberechtigt ist, wer am Stichtag die österreichische Staatsbürgerschaft besitzt, und spätestens mit Ablauf des Wahltages das 18. Lebensjahr vollendet hat und vom Wahlrecht nicht ausgeschlossen ist (§ 41).
Stimmenzahl: Jeder Wahlberechtigte hat nach § 36 nur eine Stimme (Parteistimme). Darüber hinaus kann er nach § 79 Abs. 1 jeweils eine Vorzugsstimme für einen Bewerber der Landesparteiliste und der Regionalparteiliste der von ihm gewählten Partei vergeben.
Einteilung des Wahlgebietes – Zuordnung der Mandate an Wahlkreise: Das gesamte Bundesgebiet ist in 9 Landeswahlkreise (Bundesländer) eingeteilt, die wiederum in 39 Regionalwahlkreise eingeteilt sind.
Jedem Landeswahlkreis werden vor der Wahl so viele der 183 Mandate zugeordnet, wie sich Einwohner nach der letzten Volkszählung dort ergeben und zwar nach dem Quotenverfahren nach größten Bruchteilen (Hare). Diese Mandate werden entsprechend an die Regionalwahlkreise unterverteilt. (Diese Verteilung an die Regionalwahlkreise vor der Wahl hat allerdings keinen Einfluss auf die Verteilung der Mandate.)
Kandidatur: Für das Einbringen eines Landeswahlvorschlages (Kandidatenliste, Zustimmungserklärungen) sind in Wien und Niederösterreich 500, in Oberösterreich und der Steiermark 400, in Tirol, Kärnten und Salzburg 200, in Vorarlberg und dem Burgenland jeweils 100 Unterstützungserklärungen Wahlberechtigter erforderlich; alternativ die Unterstützung von 3 Abgeordneten zum Nationalrat.
Sperrklausel: Nach §§ 100 Abs. 1, 107 Abs. 2 NRWO nehmen im zweiten und dritten Ermittlungsverfahren nur Parteien teil, die im ersten Ermittlungsverfahren zumindest in einem der Regionalwahlkreise ein Mandat – d. h. eine regionale 14 %(Graz)-bis-86 %(Osttirol)-Hürde – oder im gesamten Bundesgebiet mindestens 4 % der abgegebenen gültigen Stimmen erzielt haben.
Sitzverteilung
Erstes Ermittlungsverfahren (Regionalwahlkreis)
Im Landeswahlkreis (Bundesland) wird eine Wahlzahl bestimmt: Abgegebene gültige Stimmen durch die Zahl der dem Landeswahlkreis zugeordneten Mandate, erhöht auf die nächste ganze Zahl.
Jede Partei erhält so viele Mandate, wie die Wahlzahl in ihrer Parteisumme im Regionalwahlkreis enthalten ist (§ 97).
Zuweisung der Mandate an die Regionalbewerber der Regionalparteilisten nach Maßgabe der Vorzugsstimmen: D. h. Bewerber, die halb so viele Vorzugsstimmen wie die Wahlzahl oder ein Sechstel so viele Vorzugsstimmen erzielt haben, wie auf diese Partei im betreffenden Regionalwahlkreis gültige Stimmen, erhalten die Mandate in der Reihenfolge der Vorzugsstimmen zugeteilt. Die restlichen Mandate werden in der Reihenfolge der Regionalparteiliste zugeteilt.
Zweites Ermittlungsverfahren (Landeswahlkreis)
Jede Partei, die die Sperrklauseln überwunden hat, erhält so viele Mandate, wie die Wahlzahl in ihrer Parteisumme im Landeswahlkreis, abzüglich allenfalls im ersten Ermittlungsverfahren erzielter Mandate.
Die Landeslistenmandate gehen zuerst an die Bewerber, die mindestens so viele Vorzugsstimmen wie die Wahlzahl erhalten haben, in der Reihenfolge der Vorzugsstimmen, die weiteren Mandate in der Reihenfolge, in der sie auf der Landesparteiliste angeführt sind.
Drittes Ermittlungsverfahren
Dies ist der entscheidende Rechenschritt. Alle 183 Mandate werden bundesweit nach dem Divisorverfahren mit Abrundung (D’Hondt) an die Parteien verteilt.
Hat eine Partei dabei schon mehr Mandate im zweiten Ermittlungsverfahren erhalten (Überhangmandate), behält sie diese Mandate. Die verbleibenden Mandate werden nochmals auf die anderen Parteien aufgeteilt.
Die im dritten Ermittlungsverfahren berechneten Mandate werden abzüglich der in den ersten beiden Ermittlungsverfahren zugeteilten Sitze den Bewerbern der Parteien in der Reihenfolge des Bundeswahlvorschlages zugewiesen.

### Bundespräsidentenwahl
Wahlmodus
Der Bundespräsident wird in einer geheimen, gleichen, allgemeinen, freien und persönlichen Volkswahl für eine Funktionsperiode von sechs Jahren gewählt. Seine Amtszeit beginnt mit der Angelobung vor der Bundesversammlung (Zusammentritt von Nationalrat und Bundesrat in gemeinsamer öffentlicher Sitzung). Eine einmalige Wiederwahl ist möglich.
Die Bundesversammlung tagt traditionellerweise im Reichsratssitzungssaal des Parlamentsgebäudes in Wien.
Aktives Wahlrecht
Stimmberechtigt ist jeder, der auch zum Nationalrat wahlberechtigt ist.
Passives Wahlrecht
Jeder, der zum Nationalrat passiv wahlberechtigt ist und spätestens mit Ablauf des Tages der Wahl das 35. Lebensjahr vollendet hat.
Ausschließungsgründe
Personen, die bereits zweimal aufeinanderfolgend zum Bundespräsidenten gewählt wurden, bei der Wahl für die unmittelbar nach ihrer Amtszeit folgende Funktionsperiode
Das Verbot für Mitglieder regierender Häuser oder solcher Familien, die ehemals regiert haben, (Monarchieregelungen) besteht nicht mehr.
Wahlpflicht
Es besteht bundesweit keine Wahlpflicht.
Bis 1982 bestand in allen Bundesländern eine gesetzliche Verpflichtung an der Wahl zum Bundespräsidenten teilzunehmen. Mit der Änderung der entsprechenden Bundes(verfassungs)gesetze, bestand diese Verpflichtung nur noch in den Bundesländern, welche in eigenen Landesgesetzen eine Wahlpflicht vorsahen (Kärnten, Steiermark, Tirol und Vorarlberg). Die Länder Steiermark und Kärnten hoben diese Verpflichtung bis zur Wahl 1998 auf, Vorarlberg bis zur Wahl 2004. Im Anschluss an die Wahl im Jahr 2004 folgte das Bundesland Tirol dem restlichen Österreich. Mit der zum 1. Juli 2007 wirksam werdenden Wahlrechtsreform wurde diese Verfassungsbestimmung gestrichen und damit die Wahlpflicht bei der Wahl zum Bundespräsidenten abgeschafft.

### Europawahl
Bei der Europawahl werden die Abgeordneten des Europäischen Parlaments gewählt.

## Landesebene
Auf Landesebene sind die Wahlordnungen je nach Bundesland verschieden.
In Kärnten, Salzburg, Tirol, Vorarlberg und Wien sind alternativ zum Erreichen der Wahlzahl im Wahlkreis 5 % der gültigen abgegebenen Stimmen für die Teilnahme an der Mandatsverteilung erforderlich, im Burgenland und in Oberösterreich 4 %. In der Steiermark gibt es keine alternative Hürde zur Wahlzahl in einem Wahlkreis.
Niederösterreich ist ein Sonderfall: Hier nimmt eine Partei ab 4 % landesweit am Proportionalausgleich teil, Parteien unter 4 % behalten aber (im Gegensatz zur Nationalratswahl) allfällige Wahlkreismandate.
Aufgrund der Senkung des Wahlalters auf Bundesebene beträgt das aktive Wahlalter spätestens ab 31. Dezember 2007 16 Jahre und das passive Wahlalter 18 Jahre.

## Kommunal-/Gemeindeebene
Auf Gemeindeebene sind die Wahlordnungen je nach Bundesland verschieden. Mit Ausnahme von Wien sind jedoch in allen Bundesländern auf Gemeindeebene auch Unionsbürger anderer EU-Mitgliedsstaaten wahlberechtigt.
Zumindest in Wien und Graz (Steiermark) werden auch Bezirksräte in den Bezirksrat gewählt
BurgenlandDer Gemeinderat und der Bürgermeister werden getrennt und direkt von den Wählern gewählt. Das Wahlalter beträgt seit 2005 16 Jahre. Die Wahlperiode beträgt 5 Jahre.
KärntenDer Gemeinderat und der Bürgermeister werden getrennt voneinander gewählt. Die Zusammensetzung des Gemeinderates wird über ein Listenwahlrecht, der Bürgermeister durch Direktwahl ermittelt. Die Kandidaten für das Bürgermeisteramt müssen die absolute Mehrheit der gültigen Stimmen auf sich vereinen, aber auch gleichzeitig über das Listenwahlrecht in den Gemeinderat gewählt worden sein. Falls kein Bewerber im ersten Wahlgang die absolute Mehrheit erreicht, oder falls der Kandidat zwar mehr als 50 % der Stimmen auf sich vereinen konnte, aber nicht in den Gemeinderat gewählt wurde, muss nach zwei Wochen eine Stichwahl abgehalten werden, bei denen die beiden Kandidaten antreten, die im ersten Wahlgang die meisten Stimmen auf sich vereinen konnten und gleichzeitig über das Listenwahlrecht in den Gemeinderat gewählt wurden. Das Wahlalter beträgt seit 2002 16 Jahre. Gewählt wird alle 6 Jahre.
NiederösterreichEs wird nur der Gemeinderat direkt gewählt. Es kann eine Vorzugsstimme vergeben werden. Es gilt das Prinzip „Person sticht Partei“, das heißt, eine abgegebene Vorzugsstimme ist gleichzeitig eine Stimme für die Partei des Kandidaten und setzt ein eventuell bei einer anderen Partei gesetztes Kreuz außer Kraft. Der Bürgermeister wird aus den Reihen der Gemeinderäte gewählt. Das Wahlalter beträgt 16 Jahre, gewählt wird alle 5 Jahre. Der letzte reguläre Termin für die Gemeinderatswahlen war der 26. Jänner 2020. Es gibt amtliche Stimmzettel, die aber nicht benutzt werden müssen, denn es dürfen auch sogenannte „nichtamtliche Stimmzettel“ verwendet werden, weshalb die Parteien gerne eigene, ausgefüllte Vordrucke verteilen.
OberösterreichDer Gemeinderat und der Bürgermeister werden getrennt und direkt von den Wählern gewählt. Das Wahlalter beträgt 16 Jahre. Die Wahlen finden alle 6 Jahre und zeitgleich mit der Landtagswahl statt.
SalzburgGewählt wird alle 5 Jahre. Gemeinderat und Bürgermeister werden getrennt voneinander gewählt.
SteiermarkGewählt wird alle 5 Jahre.
TirolWie im Burgenland werden Gemeinderat und Bürgermeister getrennt gewählt. Gewählt wird alle 6 Jahre.
VorarlbergGewählt wird alle 5 Jahre.
WienDas Wahlalter beträgt 16 Jahre. Gewählt wird alle 5 Jahre.